# Ocepesuchus eoafricanus
Ocepesuchus eoafricanus Jouve et al., 2008 è un rettile estinto, appartenente alla famiglia Gavialidae. Visse alla fine del Cretacico superiore (Maastrichtiano, circa 65 milioni di anni fa). I suoi resti fossili sono stati ritrovati in Africa (Marocco). È considerato il più antico coccodrillo africano.

## Descrizione
Questo animale è noto per un cranio fracassato ma quasi completo, mancante solo della punta del muso e di parte della superficie inferiore. L'olotipo, noto come OCP DEK-GE 45, è lungo poco più di 25 centimetri e largo circa 12 centimetri nella zona del margine posteriore (ma nella parte anteriore era largo meno di 4 centimetri). Nell'animale il vita, il cranio doveva essere lungo e dotato di un muso di forma tubolare, più ampio che alto. L'individuo è considerato un giovane adulto.

## Etimologia
Il nome Ocepesuchus significa "coccodrillo Ocepe", in riferimento all'OCP (Office Chérifien des Phosphates), una compagnia mineraria di fosfati che partecipò al ritrovamento dell'esemplare. L'epiteto specifico eoafricanus ("africano dell'alba") è in riferimento all'antichità dell'esemplare in rapporto agli altri coccodrilli africani.

## Classificazione
Descritto per la prima volta nel 2008, il cranio è stato attribuito a un nuovo genere e a una nuova specie di coccodrilli estinti, battezzata Ocepesuchus eoafricanus. I fossili sono stati ritrovati nel bacino di Oulad Abdoun, nei pressi di Kouribga in Marocco. Secondo un'analisi cladistica (Jouve et al., 2008) Ocepesuchus è considerato un rappresentante primitivo dei gavialoidei, ed è ad oggi il più antico coccodrillo del continente africano. Altri animali simili a coccodrilli rinvenuti in Africa (ad esempio Sarcosuchus) sono più antichi di Ocepesuchus, ma sono solo parenti alla lontana dei coccodrilli (crocodilomorfi).